# Radoslav Suchý
Radoslav Suchý (* 7. April 1976 in Kežmarok, Tschechoslowakei) ist ein ehemaliger slowakischer Eishockeyspieler und heutiger -trainer, der für die Phoenix Coyotes 461 NHL-Partien absolvierte und über viele Jahre für seinen Heimatverein HK Poprad in der slowakischen Extraliga aktiv war. Seit 2019 gehört er zum Trainerstab des HK Poprad.

## Karriere
Radoslav Suchý begann seine Karriere als Eishockeyspieler beim ŠKP PS Poprad, für den er in der Saison 1993/94 sein Debüt in der Slowakischen Extraliga gab. Anschließend wechselte der Verteidiger zu den Faucons de Sherbrooke, die ihn beim CHL Import Draft 1994 als insgesamt 28. Spieler ausgewählt hatten und für die er drei Jahre lang in der Ligue de hockey junior majeur du Québec aktiv war. Dabei wurde er 1995 in das All-Rookie-Team und 1997 in des Second All-Star-Team der Liga gewählt. Anfang 1997 wechselte er zum Ligakonkurrenten Saguenéens de Chicoutimi, mit denen er am Memorial Cup teilnahm und dort als sportlich fairster Spieler mit der George Parsons Trophy ausgezeichnet wurde. Nach zwei Spielzeiten, in denen der Slowake für die Las Vegas Thunder aus der International Hockey League und die Springfield Falcons aus der American Hockey League spielte, erhielt er 1999 – ohne je zuvor gedraftet worden zu sein – einen Vertrag bei den Phoenix Coyotes, für die er die folgenden fünf Spielzeiten in der National Hockey League auflief.
Während des Lockouts in der NHL-Saison 2004/05 kehrte Suchý zu seinem Ex-Klub nach Poprad zurück, für den er in 34 Spielen der Hauptrunde insgesamt 15 Scorerpunkte, darunter fünf Tore, erzielte. Nach Wiederaufnahme des Spielbetriebs in der NHL erhielt der Linksschütze einen Vertrag bei den Columbus Blue Jackets, für die er in der Saison 2005/06 in 79 Spielen insgesamt acht Scorerpunkte, darunter ein Tor, verbuchte. Nach einer Spielzeit verließ Suchý die Blue Jackets bereits wieder und wurde von den ZSC Lions aus der Schweizer Nationalliga A verpflichtet, für die er in den folgenden vier Jahren spielte, und mit denen er 2008 Schweizer Meister wurde, sowie 2009 die Champions Hockey League gewann. 
Nachdem mit dem HC Lev Poprad erstmals eine slowakische Mannschaft in die Kontinentale Hockey-Liga aufgenommen worden war, kehrte Suchý zur Saison 2010/11 in seine Heimat zurück und unterschrieb beim KHL-Neuling aus Poprad. Da dieser den Spielbetrieb nicht aufnahm, trainierte Suchý zunächst beim HK Poprad mit und bekam Anfang September einen Vertrag. Zur Saison 2011/12 wurde er vom HK Awangard Omsk aus der KHL verpflichtet. Nach nur fünf Einsätzen, bei denen er zwei Vorlagen gab, verließ er Awangard Omsk im Oktober 2011 wieder und schloss sich erneut dem HK Poprad aus der Extraliga an. Für seinen Heimatverein war er bis 2019 in der Extraliga aktiv, ehe er zum MHk 32 Liptovský Mikuláš wechselte. Bei diesem beendete er 2019 seine Spielerkarriere und wurde Trainer beim HK Poprad.

### International
Im Juniorenbereich nahm Suchý mit dem slowakischen Nachwuchs an der U18-C-Europameisterschaft 1994 und der U20-Weltmeisterschaft 1996 teil.
Für die Slowakei nahm Suchý an den Weltmeisterschaften 2000, 2003 und 2005 teil. Des Weiteren stand er im Aufgebot der Slowakei beim World Cup of Hockey 2004 und den Olympischen Winterspielen 2006 in Turin.

## Erfolge und Auszeichnungen
| - 1995 LHJMQ All-Rookie-Team - 1997 LHJMQ Second All-Star Team - 1997 George Parsons Trophy - 1999 Teilnahme am AHL All-Star Classic - 2005 Teilnahme am All-Star-Game der tschechischen und slowakischen Extraligen | - 2008 Schweizer Meister mit den ZSC Lions - 2009 Champions-Hockey-League-Gewinn mit den ZSC Lions - 2009 Victoria-Cup-Gewinn mit den ZSC Lions - 2011 All-Star-Team der slowakischen Extraliga |

### International
- 1994 Aufstieg in die B-Gruppe bei der U18-C-Europameisterschaft
- 2000 Silbermedaille bei der Weltmeisterschaft
- 2003 Bronzemedaille bei der Weltmeisterschaft

## Karrierestatistik
(Legende zur Spielerstatistik: Sp oder GP = absolvierte Spiele; T oder G = erzielte Tore; V oder A = erzielte Assists; Pkt oder Pts = erzielte Scorerpunkte; SM oder PIM = erhaltene Strafminuten; +/− = Plus/Minus-Bilanz; PP = erzielte Überzahltore; SH = erzielte Unterzahltore; GW = erzielte Siegtore; 1 Play-downs/Relegation; Kursiv: Statistik nicht vollständig)